# روجر نيكول
روجر نيكول هو عالم عقيدة سويسري، ولد في 10 ديسمبر 1915 في تشارلوتنبرغ في ألمانيا، وتوفي في 11 ديسمبر 2010.